# Lista do Patrimônio Mundial na Coreia do Norte
A Organização das Nações Unidas para a Educação, a Ciência e a Cultura (UNESCO) propôs um plano de proteção aos bens culturais do mundo, através do Comité sobre a Proteção do Património Mundial Cultural e Natural, aprovado em 1972. Esta é uma lista do Patrimônio Mundial existente na Coreia do Norte, especificamente classificada pela UNESCO e elaborada de acordo com dez principais critérios cujos pontos são julgados por especialistas na área. A Coreia do Norte, , ratificou a convenção em 21 de julho de 1998, tornando seus locais históricos elegíveis para inclusão na lista.
O sítio Complexo de Túmulos Koguryo foi o primeiro local da Coreia do Norte incluído na lista do Patrimônio Mundial da UNESCO por ocasião da 28ª Sessão do Comitè do Património Mundial, realizada em Suzhou (China) em 2004. Desde a mais recente adesão à lista, a Coreia do Norte totaliza 2 sítios classificados como Patrimônio da Humanidade, sendo ambos os locais de classificação cultural. 

## Bens culturais e naturais
A Coreia do Norte conta atualmente com os seguintes lugares declarados como Patrimônio da Humanidade pela UNESCO:
| | Complexo de Túmulos Koguryo |
| Bem cultural inscrito em 2004. |                             |
| Localização: Pyongyang do Sul / Hwanghae Sul |                             |
| Este sítio é formado por um conjunto de trinta tumbas, agrupadas ou isoladas, que datam da era do Reino de Korguryo. O território deste reino, que foi um dos mais poderosos da região entre os séculos III a.C. e VII a.C., se estendeu pelo nordeste da China e metade da península coreana. As tumbas são praticamente os únicos vestígios desta cultura e algumas delas possuem magníficas pinturas murais. Das 10 mil sepulturas do período koguryo descobertas na China e na Coreia até a data de hoje, apenas 90 possuem pinturas murais. A metade das tumbas decoradas se encontram neste sítio e acredita-se que foram construídas para abrigar os restos mortais dos soberanos, membros da família real e personagens da aristocracia korguryana. As pinturas murais representam um testemunho excepcional da vida cotidiana da época. (UNESCO/BPI) |                             |

| | Monumentos e Sítios Históricos de Kaesong |
| Bem cultural inscrito em 2013. |                                           |
| Localização: Hwanghae Norte |                                           |
| Situado na zona urbana de Kaesong, ao sul do país, este sítio é formado por doze componentes separados que, em seu conjunto, constituem um testemunho da história e cultura da Dinastia de Koryo (séculos X a XIV). O traçado geométrico da antiga capital dinástica, Kaesong, assim como seus palácios, instituições, complexos funerários, muralhas defensivas e portas, encarnam os valores políticos, culturais e filosóficos de uma era crucial da história da região. Entre os monumentos inscritos figuram um observatório astronômico e metereológico, duas escolas (incluindo uma que se dedicava a formar os funcionários do país) e diversas escolas comemorativas. O sítio constitui também um testemunho da transição do budismo ao neoconfucionismo na Ásia Oriental, bem como a assimilação dos valores espirituais, culturais e políticos dos estado que existiam antes da unificação levada a cabo pela dinastia Koryo. A fusão de princípios budistas, confucianos, taoístas e geomânticos patentearam tanto o planejamento do local como a arquitetura de seus monumentos. (UNESCO/BPI) |                                           |

## Lista Indicativa
Em adição aos sítios inscritos na Lista do Patrimônio Mundial, os Estados-membros podem manter uma lista de sítios que pretendam nomear para a Lista de Patrimônio Mundial, sendo somente aceitas as candidaturas de locais que já constarem desta lista. Desde 2000, a Coreia do Norte possui 5 locais na sua Lista Indicativa.
| Sítio                             | Imagem | Localização | Ano  | Dados UNESCO                   | Descrição |
| --------------------------------- | --- | ----------- | ---- | ------------------------------ | --- |
| Relíquias Históricas de Pyongyang | | Pyongyang   | 2000 | Cultural: (i)(ii)(iii)(iv)(vi) | \| “ \| Pyongyang, o centro da nação coreana, possui um grande número de locais das eras primitivas, cavernas paleolíticas incluindo o Sítio de Komunmoru, sítios neolíticos, sítios da Idade do Bronze, e têm prosperado como centro político, econômico, militar e cultural ao longo de toda a história. A cidade têm sido capital da Coreia Antiga por mais de 3 mil anos como sede da Civilização Taedongana. \| ” \| |
| “                                 | Pyongyang, o centro da nação coreana, possui um grande número de locais das eras primitivas, cavernas paleolíticas incluindo o Sítio de Komunmoru, sítios neolíticos, sítios da Idade do Bronze, e têm prosperado como centro político, econômico, militar e cultural ao longo de toda a história. A cidade têm sido capital da Coreia Antiga por mais de 3 mil anos como sede da Civilização Taedongana. | ”           |      |                                | |